# Saint-Synode de l'Église orthodoxe russe
Ne doit pas être confondu avec Très Saint-Synode.

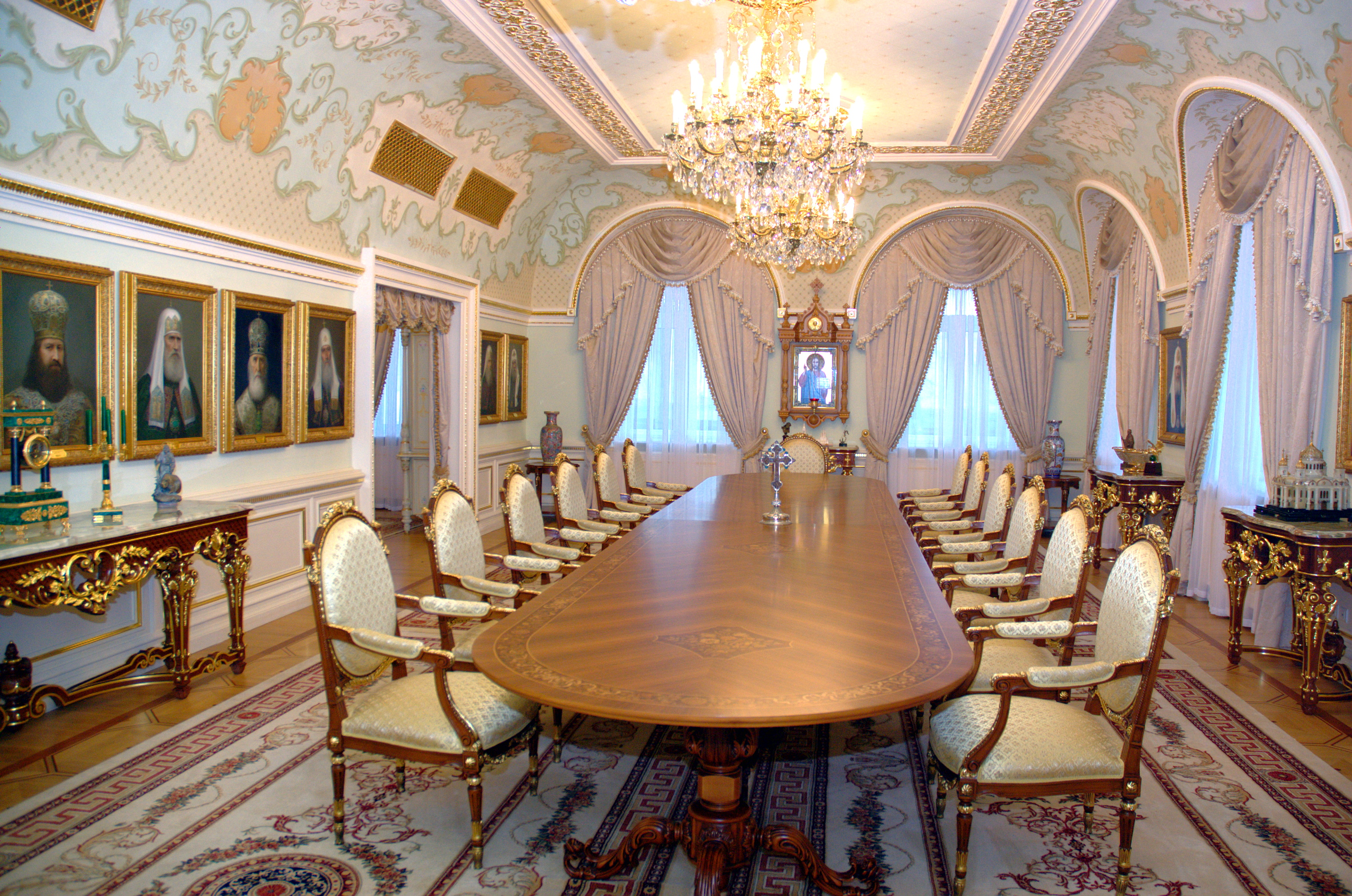
La salle des séances du Saint-Synode de l'Église orthodoxe russe.

Le Saint-Synode de l'Église orthodoxe russe (en russe : Священный синод Русской православной церкви / Svjaščennyj sinod Russkoj pravoslavnoj cerkvi) est l'organe dirigeant de l'Église orthodoxe russe. Il siège au monastère Danilov (Moscou).

## Historique

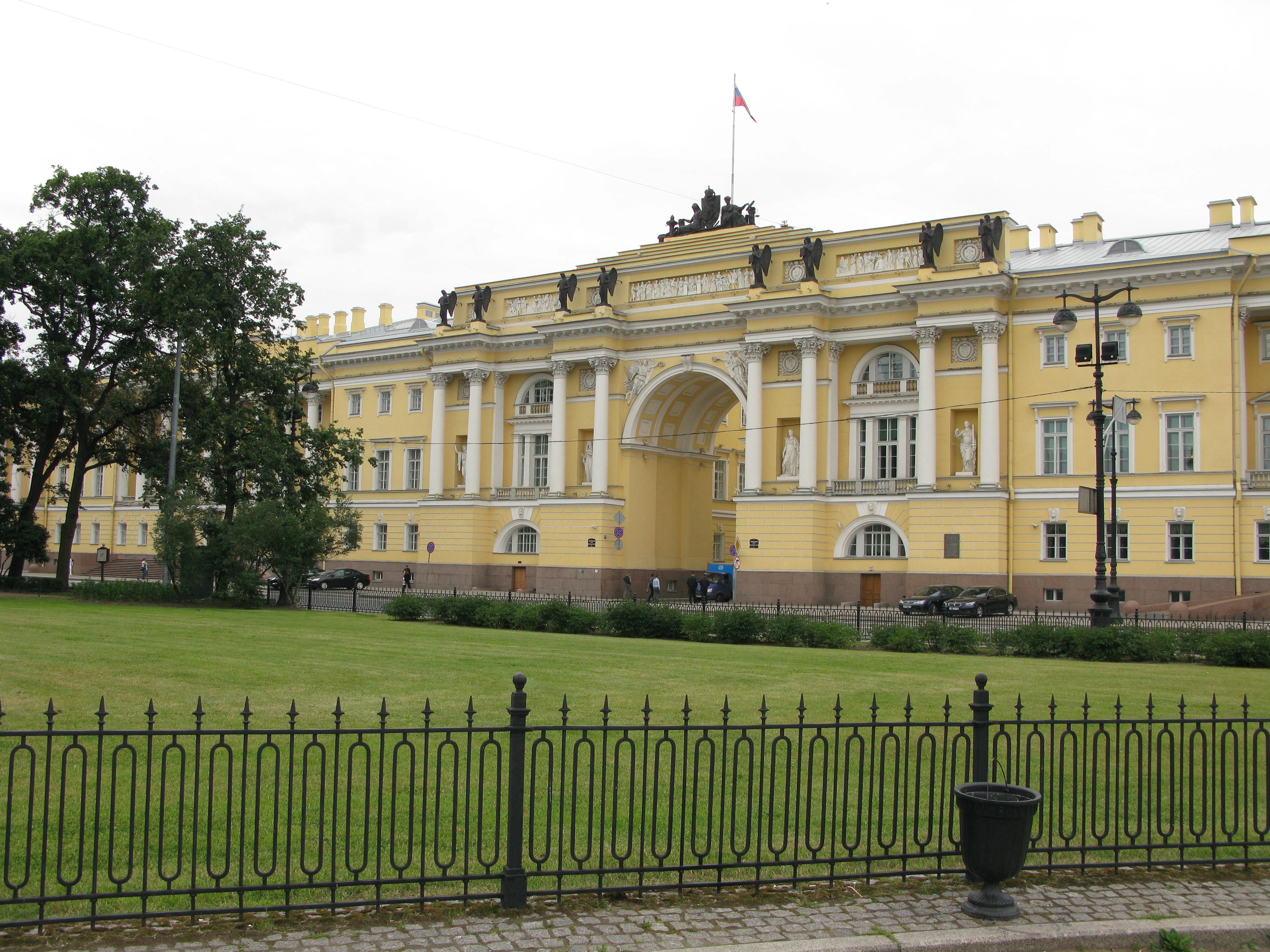
Bâtiment du Saint-Synode dirigeant à Saint-Pétersbourg.

L'organisation  s'inspire du précédent dans l'histoire de l'Empire russe : le très Saint-Synode dirigeant (en russe : Святейший правительствующий синод) créé par le tsar Pierre le Grand en 1721, qui s'est réuni jusqu'en 1918.